# Gobernantes de Guatemala
El territorio de Guatemala ha sido liderado por diferentes personajes desde que se fundó la República Federal de Centroamérica, hasta la República actual.

## Jefes del Estado de Guatemala
Estos fueron quienes gobernaron Guatemala durante la República Federal de Centroamérica:
- Federación Centroamericana (1826-1827)
- José Domingo Estrada (Conservador, 1827)
- Mariano de Aycinena y Piñol (Conservador, 1827-1829)
- Pedro Molina Mazariegos (Liberal, 1829-1831)
- José Mariano Gálvez (Liberal, 1831-1838)
- Pedro José Valenzuela (Liberal, 1838)
- Mariano Rivera Paz (Conservador, 1838-1839)

## Presidentes del Estado de Guatemala
Quienes gobernaron después de la salida de Guatemala de la Federación.
- Mariano Rivera Paz (Conservador, 1839-1842)
- José Venancio López (Liberal, 1842)
- Mariano Rivera Paz (Conservador, 1842-1844)
- Rafael Carrera y Turcios (Conservador, 1844-21 de marzo de 1847)

## Presidentes de la República de Guatemala
- Rafael Carrera y Turcios (Conservador, 21 de marzo de 1847-1848)
- Juan Antonio Martínez (Liberal, 1848-1848)
- José Bernardo Escobar (Liberal, 1848-1849)
- Mariano Paredes (Liberal, 1849-1851)
- Rafael Carrera y Turcios (Conservador, 1851-1865)
- Vicente Cerna (Conservador, 1865-30 de junio de 1871)
- Miguel García Granados y Zavala (Liberal, 30 de junio de 1871-1873)
- Justo Rufino Barrios Auyón (Liberal, 1873-1885)
- Alejandro Manuel Sinibaldi (Liberal, 1885-1885)
- Manuel Lisandro Barillas (Liberal, 1885-1892)
- José María Reina Barrios (Liberal, 1892-1898)
- Manuel Estrada Cabrera (Liberal, 1898-1920)
- Carlos Herrera Luna (Conservador, 1920-1921)
- José María Orellana (Liberal, 1921-1926)
- Lázaro Chacón (Liberal, 1926-1931)
- José María Reina Andrade (Liberal, 1931-1931)
- Jorge Ubico Castañeda (Liberal, 1931-1.o. de julio de 1944)
- Federico Ponce Vaides (Liberal, 1.o. de julio de 1944-20 de octubre de 1944)
- Junta Revolucionaria de Gobierno[Nota 1] 1944-1945)
- Juan José Arévalo (Progresista, socialista, 1945-1951)
- Jacobo Árbenz (Progresista, socialista, progresista realizando grandes avances contra monopolios durante 1951-1954, finalizando primavera revolucionaria)[1]
- Carlos Enrique Díaz de León (Progresista, socialista, 1954)
- Carlos Castillo Armas (Movimiento de Liberación Nacional, 1954-1957)
- Luis Arturo González López (Movimiento de Liberación Nacional, ultraderecha, 1957-1957)
- Óscar Mendoza Azurdia (Movimiento de Liberación Nacional, ultraderecha, 1957-1957)
- Guillermo Flores Avendaño (Movimiento de Liberación Nacional, ultraderecha, 1957-1958)
- Miguel Ydigoras Fuentes (Independiente, ultraderecha, 1958-1963)
- Enrique Peralta Azurdia (Independiente, ultraderecha, 1963-1966)
- Julio César Méndez Montenegro (Partido Revolucionario, ultraderecha, 1966-1970)
- Carlos Manuel Arana Osorio (Movimiento de Liberación Nacional, ultraderecha, 1970-1974)
- Kjell Eugenio Laugerud García (Partido Institucional Democrático, ultraderecha, 1974-1978)
- Romeo Lucas García (Partido Institucional Democrático, ultraderecha, 1978-1982)
- Efraín Ríos Montt (Militar, ultraderecha, 1982-1983)
- Óscar  Mejía Victores (Militar, ultraderecha, 1983-1986)
- Marco Vinicio Cerezo Arévalo (Democracia Cristiana Guatemalteca, izquierda moderada, 1986-1991)
- Jorge Serrano Elías (Movimiento de Acción Solidaria, derecha, 1991-1993)
- Gustavo Adolfo Espina Salguero (Movimiento de Acción Solidaria, derecha, 1993)
- Ramiro de León Carpio (Independiente, derecha, 1993-1996)
- Álvaro Arzú Irigoyen (Partido de Avanzada Nacional, derecha, 1996-2000)
- Alfonso Antonio Portillo Cabrera  (Frente Republicano Guatemalteco, derecha, 2000-2004)
- Óscar Berger Perdomo (Gran Alianza Nacional, derecha, 2004-2008)
- Álvaro Colom Caballeros (Unidad Nacional de la Esperanza, izquierda moderada, 2008-2012)
- Otto Pérez Molina (Partido Patriota, derecha, 2012-2015)
- Alejandro Maldonado Aguirre (Independiente, ultraderecha, 2015-2016)
- Jimmy Morales (Frente de Convergencia Nacional, ultraderecha, 2016-2020)
- Alejandro Giammattei (Partido VAMOS, derecha, 2020-2024)
- Bernardo Arévalo (Semilla, izquierda moderada, 2024-)